# Front de salut national libyen
Pour les articles homonymes, voir Front de salut national.
Le Front de salut national libyen (FSNL ; également traduit par Front national pour le salut de la Libye), est un ancien parti politique libyen d'opposition à Mouammar Kadhafi, fondé en 1981. Il disparait en 2012 pour être remplacé par le Parti du front national. Le 9 août 2012, son ex-dirigeant Mohamed Youssef el-Megaryef est élu président du Congrès général national.